# Lažany (Prešov)
Lažany es un municipio del distrito de Prešov en la región de Prešov, Eslovaquia, con una población estimada a final del año 2024 de 161 habitantes.
Se encuentra ubicado en el centro-sur de la región, en el valle del río Torysa (cuenca hidrográfica del río Tisza) y cerca de la frontera con la región de Košice.

## Demografía
| Año        | 1994 | 2004     | 2014     | 2024    |
| ---------- | ---- | -------- | -------- | ------- |
| Población  | 130  | 151      | 178      | 161     |
| Diferencia |      | +16,15 % | +17,88 % | −9,55 % |

| Año        | 2023 | 2024    |
| ---------- | ---- | ------- |
| Población  | 166  | 161     |
| Diferencia |      | −3,01 % |